# Alžirska protestantska Crkva
Alžirska protestantska Crkva (fra.: Église protestante d'Algérie) je malo vjersko tijelo formirano 1972. ujedinjavanjem nekolicine manjih protestantskih denominacija u Alžiru.
Ova Crkva ima 15 tisuća pripadnika koji se nalaze uglavnom na sjevernom priobalnom dijelu države. Smatra ju se jednom od reformiranih kalvinističkih Crkava i pridružena je Svjetskoj reformiranoj zajednici. Članicom je Svjetskog saveza reformiranih Crkava.
Crkvine službene stranice navode Francusku reformiranu Crkvu kao "partnera" i Ujedinjenu metodističku Crkvu kao "daljnjeg partnera". Alžirska protestantska Crkva je i članicom Bliskoistočnog koncila Crkava.